# Joseph Smith
Joseph Smith, Jr (Sharon, 23 dicembre 1805 – Carthage, 27 giugno 1844) è stato un predicatore e religioso statunitense noto per essere stato la guida del Movimento dei Santi degli ultimi giorni e il primo presidente della Chiesa di Gesù Cristo dei santi degli ultimi giorni.

Firma di Joseph Smith Jr.

All'età di 24 anni pubblicò il Libro di Mormon (oggi tradotto in oltre 100 lingue) diventando così "Profeta Veggente e Rivelatore", raccogliendo attorno a sé migliaia di membri che furono comunemente identificati come mormoni.
Durante la giovinezza, la sua famiglia paterna, di probabili origini irlandesi, dovette trasferirsi numerose volte per trovare adeguati mezzi di sostentamento (dal New Hampshire al Vermont, infine a Palmyra, nello Stato di New York). In quel periodo ricevette un'educazione semplice e sotto la profonda influenza degli esempi contenuti nella Bibbia. L'ambiente familiare era profondamente legato alla cultura religiosa di quegli anni e alcuni membri della famiglia (in particolare il padre Joseph Smith Senior, e il fratello maggiore Hurym) erano portatori di una salda cultura religiosa.
Joseph Smith dichiarò per tutta la vita di aver ricevuto, a partire dal 1820, una serie di visioni divine nelle quali avrebbe ricevuto istruzioni di non legarsi a nessuna delle chiese allora esistenti “perché tutte nell'errore”.
In seguito avrebbe ricevuto indicazioni su come ritrovare e tradurre un antico libro sepolto, costituito da una serie di lastre d'oro incise contenenti la storia di un popolo di origine ebraica che sarebbe vissuto nel continente americano in epoca precolombiana (dal 600 a.C. al 400) e il resoconto della visita che questo popolo avrebbe ricevuto dal Salvatore Gesù Cristo stesso, dopo la sua morte e resurrezione a Gerusalemme.
Nonostante la modesta formazione scolastica, Smith, durante tutta la vita, elaborò numerosi scritti, saggi, discorsi, traduzioni, rivelazioni e altri testi. In grande parte questi scritti vengono ancora oggi considerati come sacre scritture dai suoi membri. I suoi variegati insegnamenti non si limitarono alla religione e trattarono di urbanistica, linguistica, politica, educazione, esegesi e cosmologia.
Dopo vicende alterne e numerosi conflitti con oppositori, ma anche con membri della sua stessa chiesa, Smith morì a 38 anni, ucciso da un gruppo di facinorosi che assaltarono la prigione in cui era rinchiuso. I suoi membri lo considerano un Profeta alla stregua di Giovanni Battista, Mosè o Elia, e attribuiscono alla sua opera un'importanza ancora maggiore, seconda solo a quella del Salvatore Gesù Cristo.
L'eredità di Smith comprende una serie di confessioni religiose che si rifanno in maniera più o meno letterale ai suoi insegnamenti. Tra queste spicca la Chiesa di Gesù Cristo dei Santi degli Ultimi Giorni, che ne è la maggiore erede e conta oltre 15 milioni di fedeli sparsi nel mondo. I membri di questa chiesa chiamano sé stessi “Santi”, mentre il termine “Mormone”, inizialmente dispregiativo, viene comunemente usato altrove e nella maggioranza dei casi da persone che non appartengono a questo culto.

## Biografia

### Gli inizi e la gioventù (1805-1820)
Joseph Smith, Jr. nacque il 23 dicembre 1805, a Sharon, Vermont, da Lucy Mack Smith e suo marito Joseph Smith Sr, coltivatori e piccoli commercianti di prodotti agricoli. Quinto di undici figli, da giovanissimo soffrì di una seria infezione ossea causata da una febbre tifoidea che lo obbligò a subire una drammatica operazione e a portare le stampelle per oltre tre anni. Per quanto questa esperienza possa averlo marcato, una volta adulto, a parte una leggera tendenza a zoppicare, non ne avrebbe portato conseguenze evidenti: venne descritto come alto, di bell'aspetto e di fisico prestante. Praticava inoltre la lotta libera e la corsa come sport preferiti. Nel 1816, dopo una disavventura economica, aggravata da una serie di raccolti disastrosi, il padre si trasferì con la famiglia nella parte occidentale dello Stato di New York nel villaggio di Palmyra, dove prese in affitto una fattoria.
In quel periodo tutta l'area di Palmyra era caratterizzata da un importante risveglio religioso (il cosiddetto Great Awakening). Questo fenomeno coinvolgeva molti dei membri delle comunità religiose protestanti minoritarie (metodisti, presbiteriani e battisti), ma influenzò anche altre confessioni cristiane (luterani e cattolici). in un periodo in cui i confronti tra i rappresentanti delle diverse comunità religiose erano spesso caratterizzati da tensioni ed intolleranza.
Nel 1818, all'età di 12 anni, il giovane Joseph cominciò ad interessarsi attivamente di religione e partecipò a campi e riunioni della chiesa metodista, ma non aderì a nessuna delle confessioni dell'epoca.

### Le prime visioni ed il ritrovamento del libro di Mormon (1820-1825)

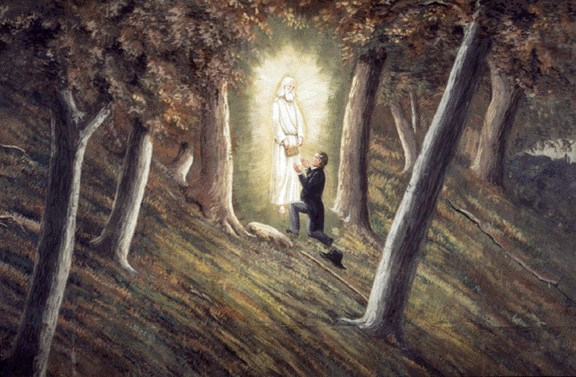
Raffigurazione pittorica della consegna a Joseph Smith delle tavole d'oro da parte dell'angelo Moroni

In gioventù Joseph Smith lavorò con i fratelli nella fattoria paterna e probabilmente frequentò per qualche anno una scuola, ma la sua istruzione fu comunque molto rudimentale ed egli stesso si sarebbe definito un semplice ragazzo di campagna autodidatta. Secondo un suo racconto, nella primavera del 1820, in seguito alla lettura di un passo biblico che invita a “chiedere la sapienza direttamente a Dio” (Giacomo 1:5), egli decise di ritirarsi nei boschi vicini alla sua casa dove avrebbe avuto la sua Prima Visione.
Dopo essersi raccolto in preghiera e dopo aver sperimentato un drammatico momento di tensione causato da forze demoniache, gli sarebbero apparsi due esseri divini che gli avrebbero impartito specifiche istruzioni comunicandogli che nessuna delle Chiese esistenti era quella giusta e che in futuro per mezzo di lui stesso la pienezza del Vangelo sarebbe stata ristabilita sulla terra. All'epoca avrebbe avuto solo 14 anni, ma già da allora, nonostante la giovane età, sarebbe divenuto oggetto di una vivace e decisa intolleranza, conseguente le sue dichiarazioni di aver ricevuto una manifestazione divina.
Qualche anno dopo, il 21 settembre 1823, egli avrebbe poi avuto un'ulteriore visione, ripetuta tre volte in modo identico nella stessa notte; in questa occasione gli sarebbe apparso un angelo che indossava una veste bianca. L'angelo si sarebbe presentato come Moroni, un profeta vissuto nel continente americano 14 secoli prima (400 d.C.) e gli avrebbe rivelato l'esistenza di un testo sacro, inciso su tavole d'oro, sepolte a Cumorah una collina a pochi chilometri dalla proprietà degli Smith.
Seguendo le indicazioni ricevute, avrebbe rinvenuto sigillate in una cassa di pietra, delle tavole d'oro incise, che gli venne proibito di toccare.
Solo quattro anni dopo in seguito ad altre visioni, il 22 settembre 1827, queste tavole gli sarebbero state affidate, assieme agli altri oggetti conservati nella cassa di pietra, tra i quali vi erano l'Urim e Tummim [*] ed il pettorale dei Sommi Sacerdoti ebraici, citati nella Bibbia. La Prima Visione, l'apparizione dell'angelo Moroni e la scoperta del libro di Mormon costituiscono i pilastri fondamentali della dottrina diffusa da Smith.
Questi episodi sarebbero avvenuti nella sua giovinezza, ovvero fra il 1820 e il 1824, ma Smith li avrebbe descritti solo anni dopo, fra il 1832 e il 1840, quando la sua chiesa era già organizzata ed egli un leader riconosciuto dai suoi membri. Esistono di fatto versioni discordanti di queste “visioni”, ma solo tre sono state redatte da Joseph Smith stesso e non da terzi. Una prima versione, sommaria, datata 1831, una seconda riportata nei suoi diari e datata 1835, ed infine una versione del 1838, successivamente adottata come Versione Ufficiale e canonizzata.
Le tre versioni differiscono sull'età di Smith e sulla definizione esatta della natura dei personaggi divini che gli sarebbero apparsi.

### L'attività di cercatore di tesori, il matrimonio con Emma Hale (1825-1827)

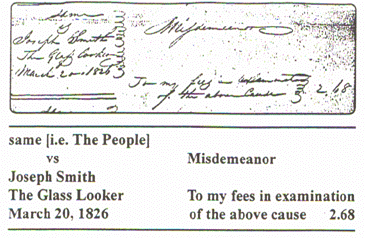
Nota spese del Judge Albert Neely relativa al processo di Joseph Smith Jr.

Nel 1825 Joseph Smith accettò un incarico offertogli da Josiah Stowell e William Hale. Venne assunto per ricercare una miniera d'argento che si riteneva fosse stata aperta e poi abbandonata dagli Spagnoli presso Harmony, in Pennsylvania. ma dichiarando comunque che tale capacità non gli procurò nessun vantaggio economico. Nel corso di questa spedizione fu portato davanti al tribunale di Bainbridge, nello Stato di New York, con l'accusa di essere "una persona sregolata e un impostore".
Nei documenti legati al processo Joseph Smith viene definito Glass Looker, che in una traduzione contemporanea può essere inteso come “Veggente” nel senso medianico del termine. Gli atti processuali sono comunque giunti a noi in modo frammentario, ed è rimasto incerto l'esito del procedimento sul quale esistono testimonianze contraddittorie.
In questo periodo conobbe Emma Hale, figlia di Isaac Hale (parente di William). Il 18 gennaio 1827 i due giovani si sposarono, senza il consenso dei genitori di lei, fuggendo insieme ed unendosi in matrimonio dinnanzi al giudice Tarbill a South Bainbridge, Pennsylvania.

### La traduzione del Libro di Mormon e la fondazione della Chiesa (1827-1830)

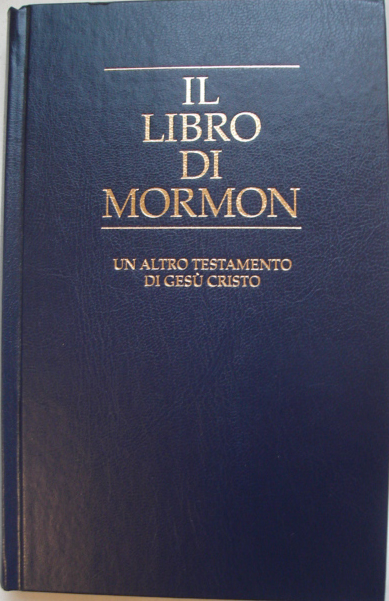
Il Libro di Mormon

Il 21 settembre 1827 Joseph Smith si recò assieme alla giovane moglie alla collina di Cumorah, dove secondo la sua narrazione erano ancora celate le tavole d'oro. A differenza delle volte precedenti le tavole gli vennero questa volta affidate, con l'incarico di tradurle ma con la specifica proibizione di non mostrarle ad alcuno. La coppia che fino ad allora aveva vissuto nella casa paterna degli Smith si trasferì ad Harmony in Pennsylvania.
Emma era incinta del primo figlio e Joseph lavorava assiduamente alla traduzione delle tavole d'oro, che secondo la sua descrizione erano finemente incise in caratteri di una lingua sconosciuta che egli definì "egiziano riformato".
La traduzione avveniva grazie all'Urim e Tummim",
Emma fungeva da scrivano mentre lui dettava la traduzione.

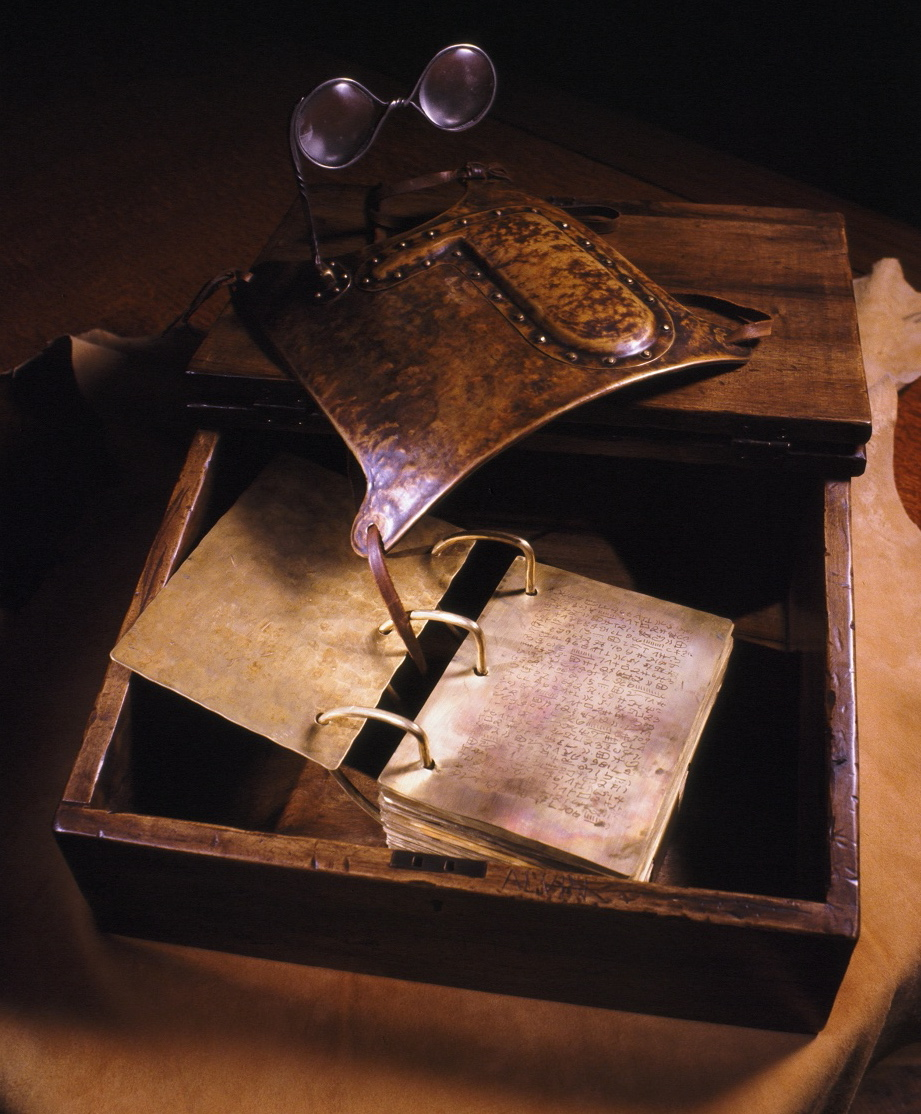
Ricostruzione artistica della cassa contenente le Tavole d'Oro l'Urim e Tummim, ed il pettorale. Secondo la descrizione fatta da Smith

Le precarie condizioni economiche vennero in parte migliorate dall'aiuto di un vicino relativamente benestante, Martin Harris che si interessò al lavoro di Smith e giunse fino ad ipotecare la propria fattoria per finanziare la pubblicazione del libro che Joseph stava traducendo.
Il fatto che le tavole non potessero essere mostrate a nessuno creò diverse tensioni tra Smith e Martin Harris che culminarono con la perdita di un primo manoscritto di 116 pagine già tradotte che Harris aveva insistentemente richiesto per mostrarlo ai propri familiari quale prova concreta del lavoro svolto.
Lo smarrimento delle 116 pagine del manoscritto, del quale non esistevano altre copie, coincise con la perdita del primogenito di Emma e Joseph che nacque morto.
Questi avvenimenti gettarono Joseph in un profondo sconforto e per diverso tempo egli sostenne di non avere più il potere di tradurre.
Diversi scrivani si alternarono al fianco di Joseph Smith mentre svolgeva il lavoro di traduzione delle tavole d'oro; sua moglie Emma Smith, Martin Harris, ed infine Oliwer Cowdery che incontrò Joseph nell'aprile del 1829, divenne uno dei primi convertiti al mormonismo, e restò per molti anni il suo più stretto collaboratore assieme al fratello maggiore di Joseph, Hurym Smith. Grazie alle sue capacità di scrivano Oliver aiutò Joseph a riprendere e terminare l'opera di traduzione, alla quale entrambi si misero a “lavorare assiduamente e con grande impegno”, dedicando a questo lavoro tutte le loro energie. Per qualche tempo Oliver stesso si cimentò quale traduttore, ma senza riuscirvi.
Quel periodo marcò durevolmente entrambi. Diversi anni dopo, allorché Cowdery si sarebbe allontanato da Smith, avrebbe continuato a descrivere quei giorni come indimenticabili.
Quando nel corso della traduzione descrissero l'organizzazione della Chiesa ed il battesimo per immersione, entrambi dichiararono di avere ricevuto una visione angelica nella quale Giovanni il Battista sarebbe apparso per conferire loro il "Sacerdozio di Aronne". Ricevuta questa autorità, i due si battezzarono l'un l'altro in un fiume vicino. Il lavoro di traduzione si concluse nel luglio 1829, a Fayette nello Stato di New york, nella casa di Peter Witmer, amico di Oliver Cowdery
Per dissipare ogni dubbio relativo alla reale esistenza delle tavole d'oro, nell'ottobre del 1829 Smith ottenne delle dichiarazioni firmate da 11 testimoni, tutti adulti, che includevano Martin Harris, Oliver Cowdery, Peter Whitmer ed altri membri di sesso maschile delle famiglie Smith e Withmer. Le dichiarazioni autografe, nelle quali i testimoni asserivano di aver visionato con i loro occhi e soppesato le tavole d'oro originali vennero inserite ad appendice della prima edizione stampata del Libro di Mormon e vengono da allora inserite in tutte le traduzioni pubblicate. Nel 1830, la prima edizione in lingua inglese degli scritti contenuti sulle tavole d'oro, venne pubblicata con il titolo Book of Mormon, (Palmyra 26 March 26, 1830, by printer E. B. Grandin).
Il 6 aprile 1830 in una riunione tenutasi nella casa di Peter Witmer venne organizzata ufficialmente la Chiesa con il nome di “Chiesa di Gesù Cristo” (la dicitura “dei Santi degli Ultimi Giorni” venne aggiunta nel 1838).
La stampa e la successiva diffusione del Libro di Mormon portarono a Smith una certa notorietà, ma contemporaneamente sorse una crescente opposizione delle autorità religiose locali e di molti di coloro che lo ricordavano come un semplice contadino, cercatore di tesori, e senza cultura. I primi battesimi (tra i quali quello di Emma Smith e Martin Harris) resero subito i "Mormoni" oggetto di ostilità e violenze. Lo stesso Smith venne arrestato a quel tempo. Sempre nello stesso anno, Smith si trasferì a Fayette, dove tenne la prima conferenza della chiesa, nel corso della quale fu stabilito che per volontà di Dio soltanto lui poteva ricevere rivelazioni riguardo alla Chiesa. Intanto lavorava ad una revisione della Bibbia ("ispirata") e raccoglieva le "rivelazioni" che sosteneva di aver ricevuto.

### Il primo periodo a Kirtland ed il Libro di Abrahamo (1831-1837)
Le crescenti tensioni locali portarono Smith ed i suoi seguaci a trasferirsi più ad Ovest, a Kirtland, Ohio dove nel 1831 i Santi si organizzarono in una comunità, costruirono il loro primo tempio e fondarono una banca (Kirtland Anti-Banking Society). Kirtland era allora terra di frontiera. I santi si spinsero ancora più ad Ovest, stabilendo un avamposto ed acquistando terreni a Independence nel centro del Missouri, dove Smith progettava di costruire una città chiamata Sion. La comunità di Kirtland era organizzata secondo uno schema di condivisione dei beni e delle proprietà simile a quello vissuto dai primi cristiani come descritto negli Atti degli Apostoli. I membri della chiesa praticavano una sorta di comunismo cristiano che veniva chiamato legge di consacrazione, nel quale tutte le proprietà venivano amministrate dai locali vescovi.
I vescovi erano scelti e ordinati da Joseph Smith che, dopo aver ricevuto una visione nella quale gli sarebbero apparsi gli apostoli Pietro, Giacomo il Maggiore e Giovanni, aveva istituito l'ordine del Sacerdozio Superiore o Sommo Sacerdozio secondo l'ordine di Melchisedec (Sacerdozio di Melchisedec). Il 30 aprile 1831 Emma, che aveva avuto una seconda gravidanza, diede alla luce due gemelli, che come era successo con il primo figlio della coppia, morirono poco dopo la nascita. Qualche settimana dopo questo episodio, Joseph e la moglie adottarono due neonati, Julia e Joseph Murdock, la cui madre era morta di parto. Le tensioni con i vicini non-Mormoni continuarono ad intensificarsi. La stretta gerarchia della chiesa, la figura profetica di Smith, la struttura settaria e millenarista del mormonismo inserite in un contesto rurale ed intollerante, provocarono molti disordini.

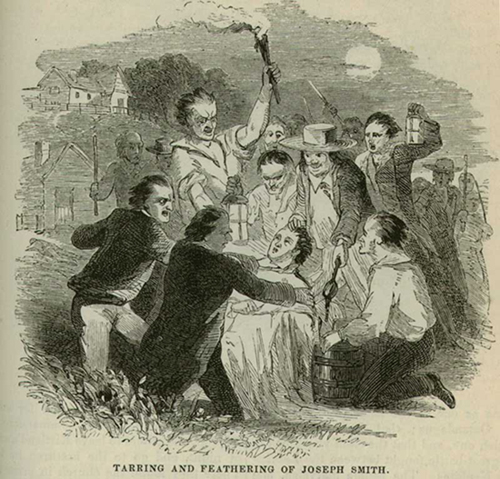
Joseph Smith ricoperto di catrame e piume - Notte del 24 marzo 1832

Smith e la sua famiglia furono oggetti di minacce sempre più esplicite e nella notte del 24 marzo 1832 la folla cercò di linciarlo irrompendo nella sua casa e lasciandolo privo di sensi dopo averlo trascinato in strada, bastonato e cosparso di catrame e di piume. A causa del freddo subito quella notte il figliolo adottivo degli Smith, Joseph Murdock, si ammalò di polmonite, per morirne cinque giorni dopo. Il 6 novembre 1832 nacque Joseph Smith III, il primo dei figli di Emma e Joseph che sopravvisse. Negli anni seguenti ne sarebbero seguiti altri 3: Frederick (20 giugno 1836), Alexander (2 giugno 1838) e David (14 novembre 1844). Nel 1833 Smith si recò in missione evangelizzatrice in Canada, dove ci furono altre conversioni e dove preparò i piani per la costruzione della città di Sion e del suo Tempio, che sarebbero dovuti sorgere sui terreni che avevano acquistato nella Contea di Jackson nel Missouri.
Ma una massiccia immigrazione dei Mormoni e delle loro idee abolizionistiche, contrarie all'istituto dello schiavismo, preoccupavano gli altri coloni. Ci furono numerosi atti di intolleranza e violenza e, nonostante le azioni intraprese legalmente, i Mormoni vennero cacciati con la forza dalla contea di Jackson trovando rifugio nella vicina contea di Clay. Nel 1834 Joseph Smith formò una milizia armata di circa 200 volontari, chiamata Campo di Sion, con lo scopo di far valere i propri diritti e riprendere le terre sulle quali sarebbero dovuti sorgere la città ed il Tempio di Sion. I volontari intrapresero una lunga marcia che li portò da Kirtland, Ohio, sino alle contee di Jackson e Clay, in Missouri. I loro avversari si erano nel frattempo organizzati formando una milizia molto più numerosa e bene armata.
Il Campo di Sion venne quindi sciolto; molti volontari della spedizione si ammalarono di colera ed alcuni morirono. Nonostante la spedizione avesse fallito nell'intento di riportare i mormoni nella Contea di Jackson, Smith poté scegliere in quel gruppo di volontari molti dei futuri dirigenti della sua Chiesa. Nel febbraio del 1835 Smith organizzò a Kirtland due gruppi di alti dirigenti, il Quorum dei Dodici Apostoli e il Quorum dei Settanta, nominandovi principalmente uomini che avevano partecipato al Campo di Sion. Entrambi i consigli erano subordinati alla Prima Presidenza della Chiesa, costituita da Smith e dai suoi due consiglieri Oliver Cowdery e David Whitmer. Lo stesso anno venne stampata la prima edizione del libro Dottrina e Alleanze, che conteneva sette lezioni sulla fede e quarantacinque rivelazioni ricevute da Smith, che secondo il credo dei mormoni provengono direttamente da Gesù.

#### Il Libro di Abramo
Quello stesso anno arrivò a Kirtland Michael Chandler che viaggiava tra le città dell'est degli Stati Uniti mostrando al pubblico alcune mummie ed alcuni papiri, che provenivano dagli scavi archeologici che l'italiano Antonio Lebolo aveva effettuato in Egitto tra il 1819 ed il 1821. La Stele di Rosetta era stata scoperta nel 1799 ma nel 1835 (e fino a tutto il 1850) nessuno era in grado di tradurre i geroglifici egizi. Chandler si rivolse a Joseph Smith chiedendo se questi poteva tradurre i papiri. Su richiesta di Joseph Smith i papiri e le mummie vennero acquistati grazie ad una colletta effettuata tra i membri della Chiesa. Il risultato di questa "traduzione" sarebbe stato pubblicato solo nel 1842 all'interno della Perla di gran prezzo come Libro di Abramo. A margine del testo vennero stampate anche delle copie fac-simile di alcuni dei papiri originali, con relative note e traduzioni compilate da Joseph Smith. Questi documenti costituiscono oggi parte integrante del canone ufficiale delle Sacre Scritture della Chiesa di Gesù Cristo dei Santi degli Ultimi Giorni.
I papiri, dopo la morte di Joseph Smith Jr. rimasero in possesso della moglie Emma, che li vendette qualche tempo dopo ad un collezionista. Parte della collezione finì al Museo della città di Chicago ed a seguito del Grande incendio di Chicago del 1871 i papiri andarono perduti. Nel 1966 undici frammenti di questi papiri vennero casualmente ritrovati nei magazzini del Metropolitan Museum of Art di New York; furono riconosciuti come parte di quelli posseduti da Joseph Smith e catalogati come Joseph Smith Papyri. Nel 1998 gli undici frammenti vennero donati dal Metropolitan Museum alla Chiesa di Gesù Cristo dei Santi degli Ultimi Giorni.
La comunità di Kirtland giunse a contare diverse migliaia di membri, venne istituita una banca (Kirtland Anti-Banking Society) e dedicato il primo Tempio Mormone. I Santi costruirono questo loro primo tempio con grandissimi sforzi ed in un periodo di grave crisi finanziaria ma nel marzo 1836 l'elegante costruzione (oggi inserita nel contesto delle costruzioni storiche degli Stati Uniti) venne ultimata. I partecipanti alla cerimonia di dedicazione descrissero nei loro diari visioni angeliche, esperienze spirituali collettive, declamazioni di profezie e manifestazioni del dono delle lingue.
Nel tempio i Santi poterono cominciare a svolgere le prime cerimonie sacre, chiamate Endowment o Dotazione personale, essenziali secondo gli insegnamenti di Dio per ricevere il più alto grado di esaltazione nei regni celesti.

### Il fallimento della banca di Kirtland e la cacciata dal Missouri (1836-1837)
Le tensioni tra i Mormoni presenti nel Missouri ed i coloni che vivevano nelle aree vicine aumentarono progressivamente e culminarono nel 1837 con il fallimento della banca di Kirtland. Nel 1838 ci furono vari contrasti e disordini all'interno della Chiesa e una diffusa opposizione all'autorità del "Profeta".

Carta dell'Est degli Stati Uniti indicante gli insediamenti mormoni (1830 to 1839.

Molti membri abbandonarono la chiesa, in alcuni casi anche schierandosi con i persecutori, mentre quelli rimasti si strinsero attorno alla sua figura. Joseph Smith si trasferì, insieme ad un gruppo di cinquecento fedeli, nella cittadina di Far West, nel Missouri, dove i Mormoni, scacciati anche dalla contea di Clay, si stavano radunando. Qui furono create le due contee di Daviess e Caldwell, riservate esclusivamente ai Santi. Quell'anno alcuni fedeli di Smith si organizzarono in una milizia indipendente chiamata i Daniti, e nell'agosto del 1838 iniziò quella che venne chiama la guerra Mormone.
Le tensioni degenerarono rapidamente in una di serie reciproca di violenze ed attacchi contro fattorie e civili indifesi, che avvennero da parte di vigilantes non-mormoni da un lato e dei cosiddetti “Daniti” dall'altro. Smith cercò di raggruppare i suoi fedeli a Far West, ma la sua presenza e le sue politiche esacerbarono le tensioni con i coloni dell'area. Il 27 ottobre 1838 il governatore del Missouri, Lilburn W. Boggs, emise il cosiddetto Missouri Executive Order 44, rivolto contro tutti i mormoni presenti nello Stato del Missouri. Sebbene l'atto fosse incostituzionale venne applicato con l'impiego dell'esercito ed i Mormoni furono obbligati con le armi a lasciare lo Stato.
Un piccolo insediamento di Haun's Mill, che i suoi abitanti non avevano voluto abbandonare, venne assaltato da una milizia senza scrupoli ed i Mormoni massacrati, compresi donne e bambini. Far West venne assediata e diversi Mormoni arrestati, tra cui lo stesso Joseph Smith, che fu portato nel carcere di Liberty, mentre la sua famiglia si trasferiva nell'Illinois insieme ai profughi.

### La prigionia nel carcere di Liberty (dicembre 1838-aprile 1839)
A seguito dell'ordine di espulsione il 30 novembre 1838 Joseph Smith, suo fratello Hyrum, ed altri quattro dirigenti della chiesa vennero arrestati, con l'accusa di alto tradimento nei confronti dello Stato del Missouri ed imprigionati nel carcere di Liberty.

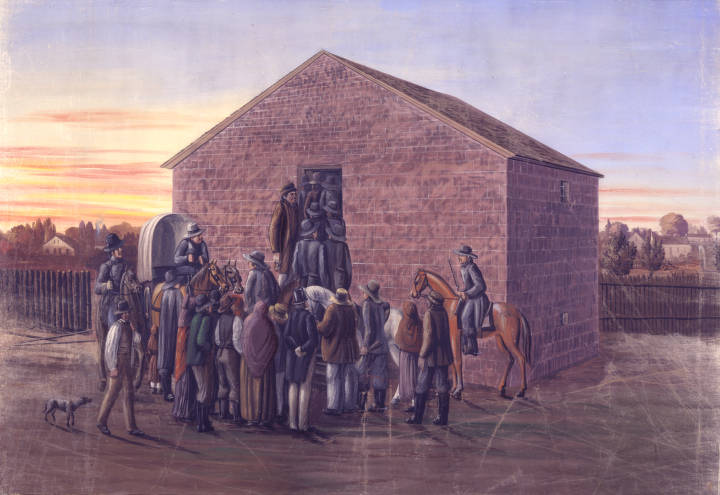
Smith fu detenuto 4 mesi nel carcere di "Liberty".

La prigionia si protrasse per oltre 4 mesi in condizioni prive del minimo rispetto della dignità umana. La cella nella quale vennero rinchiusi aveva una dimensione di 5 x 4 metri ed era alta solo 180 cm, non aveva finestre ma solo due piccole aperture indispensabili per il ricambio dell'aria e l'unico accesso era una botola posta nel centro del soffitto. Il pavimento era cosparso di paglia ed un secchio serviva per le attività fisiologiche.
In queste condizioni Joseph ed i suoi confratelli rimasero per 127 giorni dal 1º dicembre 1838 al 6 aprile 1839. A questo periodo di carcere risalgono gli ultimi scritti dottrinali, nonché diverse lettere alla famiglia, alla Chiesa ed alle autorità degli Stati Uniti. L'ordine di sterminio e la cacciata dal Missouri provocarono una forte eco in tutta la nazione, i giornali del Nord America condannarono l'evento. Lo Stato dell'Illinois si dichiarò disposto ad accogliere i Mormoni.

### Il periodo in Illinois-Nauvoo "La bella" (1839-1844)
Il 6 aprile 1839, durante un trasferimento per un'udienza del tribunale, Joseph Smith ed i suoi compagni, probabilmente anche grazie alla complicità delle guardie che li scortavano, fuggirono e poterono raggiungere gli altri Santi rifugiati in Illinois, dove avevano acquistato ad un prezzo esorbitante, un vasto terreno semi-paludoso posto sulle rive del Mississippi, nelle vicinanze del villaggio di Commerce. Su quel terreno si accamparono diverse migliaia di persone in condizione precarie.
Le condizioni dei profughi erano pietose. Infatti, a seguito della cacciata dal Missouri, nella maggior parte dei casi le famiglie dei mormoni erano state costrette ad abbandonare tutti i loro beni e possedevano solo gli abiti che indossavano. L'estate del 1839 fu terribile e molti morirono di malaria, di dissenteria o di stenti. Smith assunse in pieno il suo ruolo di guida del suo popolo. Brigham Young ed altri membri del Quorum dei Dodici Apostoli vennero inviati in missione in Europa, da dove cominciarono ad affluire i primi convertiti al mormonismo, mentre Smith cominciò a pianificare ed organizzare la costruzione di una nuova città che si sarebbe chiamata Nauvoo, che tradotto all'ebraico significa “la Bella”.
La sua guida energica ed il lavoro dei Santi fecero sì che in pochi anni quei terreni paludosi si trasformassero in una delle cittadine più ridenti e prospere degli Stati Uniti (è da sottolineare che nel 1844 Nauvoo aveva raggiunto lo stesso numero di abitanti di Chicago).

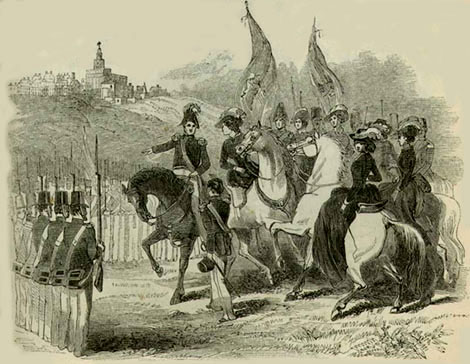
Joseph Smith Jr. e John Cook Bennett passano in rassegna la Nauvoo Legion

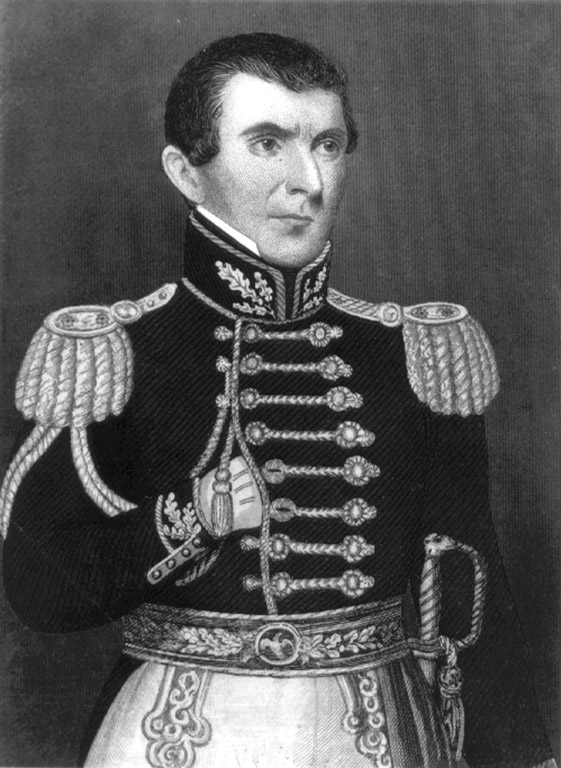
General John Cook Bennett
Ritratto nella stessa posa di Napoleone Bonaparte

Nell'aprile 1841 John Cook Bennett, un uomo facoltoso molto attivo ed influente politicamente, venne presentato a Smith ed in breve tempo diventò uno dei suoi più stretti collaboratori. Oliver Cowdery era stato scomunicato qualche mese prima, con l'accusa di ribellione e per aver tradito la Chiesa.
Bennet in breve tempo arrivò a ricoprire contemporaneamente diversi alti incarichi. Divenne infatti assistente del Presidente della Chiesa (carica che prima era stata ricoperta da Oliver Cowdery), consigliere della Prima Presidenza, sindaco di Nauvoo e rettore della locale università (University of Nauvoo). Uomo eclettico e carismatico, brillante oratore, politico e scienziato, John Cook Bennett influenzò profondamente Joseph Smith e lo aiutò ad ottenere per Nauvoo uno statuto speciale che rendeva la città politicamente autonoma.
Affascinato dall'immagine di Napoleone Bonaparte organizzò a Nauvoo una milizia privata chiamata Nauvoo Legion che contava inizialmente oltre 2.500 effettivi ma sarebbe arrivata a contarne oltre 5.000, sorpassando qualsiasi altra milizia regolare presente nello Stato dell'Illinois. Bennet venne posto a capo della Legione di Nauvoo con il grado di generale di stato maggiore, La carriera di John Cook Bennett fu comunque di breve durata; nel 1842, a causa della sua condotta libertina e disinvolta, accompagnata da accuse di omosessualità ed adulterio, venne scomunicato, rimosso da tutti gli incarichi ed allontanato dalla chiesa e dalla città.

### Le nuove rivelazioni, la società di soccorso e gli articoli di fede (1839-1842)
Gli anni di Nauvoo rimangono fondamentali nella storia del mormonismo. La maggioranza delle dottrine che ne caratterizzano la filosofia datano da quel periodo. Nel 1840 venne introdotta la pratica del battesimo per i morti, o battesimo per procura secondo la quale una persona può essere battezzata a favore di una persona deceduta. Joseph e suo fratello Hyrum vennero confermati nelle ordinanze ed ai gradi più alti della Chiesa di quel tempo.
Nel 1841 iniziò la costruzione del nuovo Tempio di Nauvoo che sarebbe dovuto divenire "il luogo nel quale le antiche verità sarebbero state restaurate nella loro pienezza". In una rivelazione di quell'anno Joseph Smith annunciò la restaurazione della "pienezza del sacerdozio" e nel maggio del 1842, si cominciarono a celebrare i primi Endowment che erano stati rivisti secondo questa formula. Il rito, chiamato anche "Dotazione Personale" era sostanzialmente identico a quello che veniva praticato dalla fondazione del mondo per la Chiesa di Dio.
Per le donne, Smith organizzò la Società di Soccorso, una delle più antiche organizzazioni femminili degli Stati Uniti, prevalentemente destinata al Servizio di Carità ed alla “Sorellanza”. Smith profetizzò che questa sarebbe divenuta una delle principali organizzazioni della Terra e grazie alla quale le donne avrebbero potuto ricevere "le chiavi del regno". Sempre nel 1842 Smith rivelò la fondazione del regno millenario di Dio, che si sarebbe dovuto estendere a tutta la terra. Secondo tale visione Sion sarebbe stata edificata sul continente americano ed attorno ad essa si sarebbero eretti i suoi Pali. L'immagine si ispira ad una profezia dell'Antico Testamento, dove Isaia descrive il regno di Dio come una tenda che aprendosi avrebbe coperto la Terra intera. In una lettera del 1842 all'editore del Chicago Democrat "Long" John Wentworth, Joseph Smith riassunse i tratti essenziali della sua dottrina. Questi dodici punti vennero poi inseriti nel canone delle scritture ufficiali e furono chiamati “Gli articoli di fede”.

### La candidatura a presidente degli Stati Uniti e la distruzione delNauvoo Expositor(1842-1844)
Dal 1842, anche in Illinois il clima divenne conflittuale nei confronti dei mormoni. Diversi giornali pubblicarono aperte critiche, ed in particolare Thomas C. Sharp, direttore del Warsaw Signal, denunciò le aspirazioni politiche e militari di Smith e l'autonomia della città di Nauvoo. I mormoni cominciarono ad essere visti come uno stato nello stato, e le voci sempre più diffuse, relative alla pratica della poligamia contribuirono a favorire un clima di generale opposizione e di intolleranza.
Il 6 maggio 1842 uno sconosciuto cercò di uccidere il governatore del Missouri Lilburn Boggs che quattro anni prima era stato firmatario dell'ordine di espulsione e sterminio.
Il governatore Boggs ordinò l'estradizione di Smith. Il governatore dell'Illinois Thomas Ford si vide costretto ad accettare la richiesta e due ufficiali inviati da Boggs arrestarono infine Smith per estradarlo, ma non riuscirono nel loro intento di riportarlo in Missouri. Nel dicembre del 1843, Smith sottopose al Congresso degli Stati Uniti una petizione nella quale veniva richiesta l'indipendenza del territorio di Nauvoo e scrisse anche ai principali candidati alla presidenza chiedendo di schierarsi a favore della causa del popolo mormone.
Non ricevendo risposte a sostegno della propria richiesta, Smith annunciò la sua candidatura nella corsa alla Presidenza per le elezioni presidenziali del 1844. Venne stampato un pamphlet chiamato “General Smith's Views” nel quale erano proposte modifiche radicali al sistema politico. Il 24 febbraio 1844, 1 500 copie del documento vennero inviate al presidente degli Stati Uniti, a tutti i membri del congresso, ai direttori dei maggiori giornali ed a molti eminenti cittadini.
Nel suo documento Smith sosteneva la necessità di ridurre la paga dei membri del congresso, di una riforma della situazione carceraria, la creazione di una banca nazionale e l'integrazione dei territori dell'Oregon e del Texas. Veniva inoltre affrontato il problema della schiavitù, che avrebbe condotto pochi anni dopo il paese alla guerra civile americana. Smith proponeva che la nazione riscattasse gli schiavi pagandone il prezzo relativo.
A sostegno della sua campagna, e nell'organizzare la sua candidatura, Joseph Smith raccolse attorno a sé un gruppo di eminenti personaggi, mormoni e non mormoni, che venne denominato Consiglio dei Cinquanta o Costituzione vivente del Regno di Dio. Il gruppo era strutturato ed aveva lo scopo di "preparare" e "rappresentare simbolicamente" la Teocrazia o Teo-democrazia che si sarebbe adempiuta con il ritorno di Gesù Cristo sulla terra.
Le riunioni del Concilio dei 50 erano pubbliche solo nella forma, nella sostanza tutte le decisioni ed i piani discussi erano strettamente segreti e coperti da giuramenti. La campagna elettorale di Smith era però destinata a finire diversamente. Fu ucciso da un gruppo di malviventi inferociti, il 27 giugno (4 mesi dopo la sua candidatura alla presidenza)

### IlNauvoo Expositor
Nella primavera del 1844 profondi dissensi scaturirono tra Smith e alcuni dei suoi più vicini consiglieri. In particolare William Law, consigliere di fiducia di Smith e Robert Foster, generale della Legione di Nauvoo, relativamente alla politica economica nella gestione della città. Il 18 aprile entrambi vennero scomunicati ed allontanati dai loro incarichi e formarono una nuova chiesa dissociandosi da Smith. Il mese seguente nella città di Carthage, i due riunirono un “grand jury” accusando formalmente Joseph Smith di eresia, rendendo pubblica la pratica della poligamia e sostenendo che Smith avesse richiesto le loro rispettive mogli in matrimonio.
Il 7 giugno 1844 pubblicarono la prima ed unica edizione di un giornale indipendente, il Nauvoo Expositor. Dalle colonne di tale testata veniva criticata la posizione teocratica di Smith, veniva chiesta una riforma della chiesa, venivano denunciate la pratica segreta della poligamia e le nuove dottrine diffuse da Smith, venivano criticate le sue aspirazioni politiche e venivano pubblicate 15 Risoluzioni che denunciavano apertamente punto per punto l'operato di Smith e di altri dirigenti.

### Risoluzioni del Nauvoo Expositor

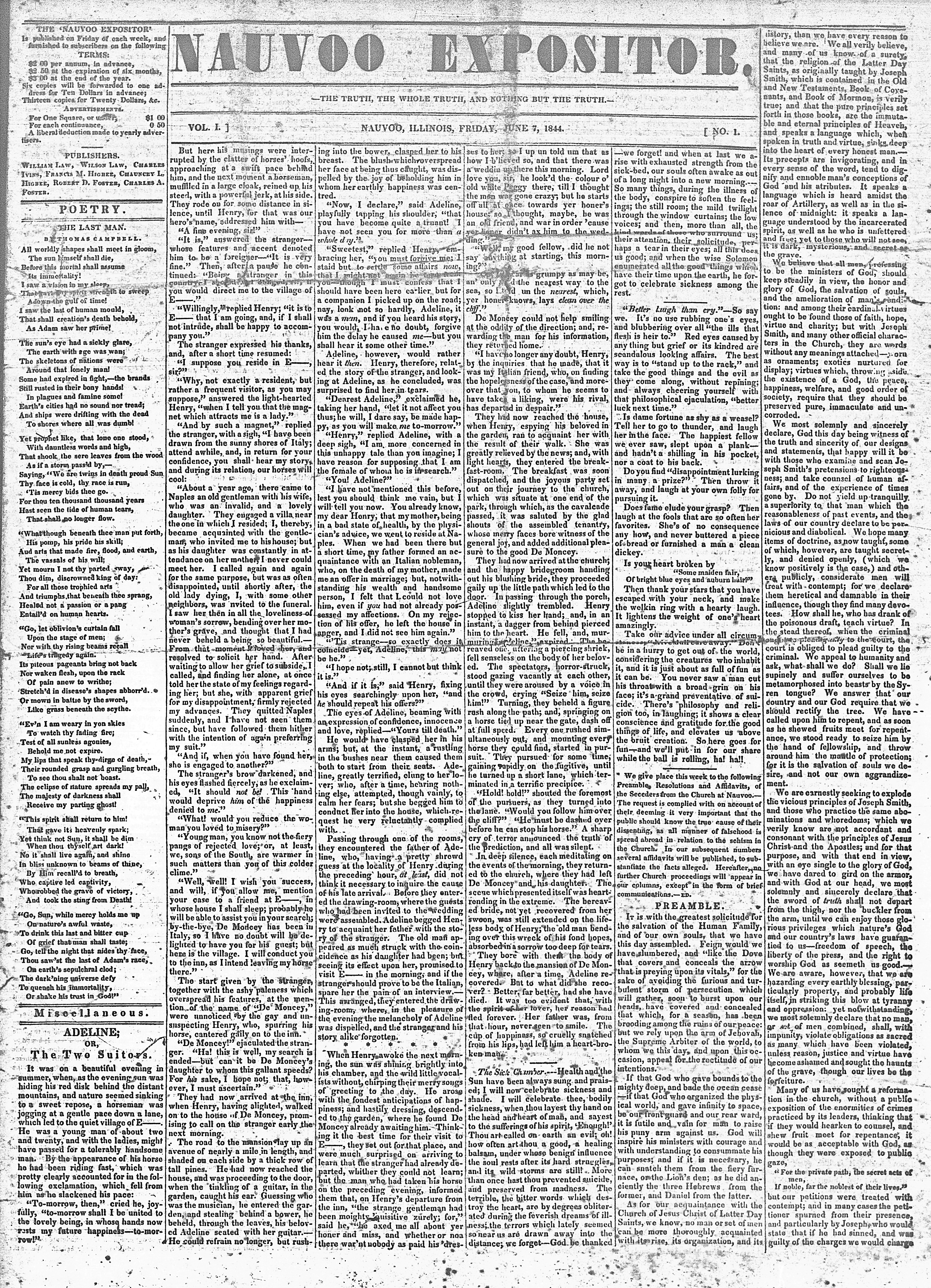
Il Nauvoo Expositor

Risoluzione 1 – Rifiuto della possibilità di giudicare un imputato assente.
Risoluzione 2 – Denuncia delle “false dottrine” insegnate – tra cui la poligamia.
Risoluzione 3 – Denuncia del tentativo di unire Stato e Chiesa.
Risoluzione 4 – Descrizione dell'atteggiamento ostile verso lo Stato del Missouri.
Risoluzione 5 – Conferma della necessità di rispettare le leggi del paese.
Risoluzione 6 – Invito a Joseph Smith a separare Religione e Finanza.
Risoluzione 7 – Disapprovazione delle case di baldoria.
Risoluzione 8 – Conferma dell'immutabiltà delle Sacre Scritture.
Risoluzione 9 – Denuncia della pratiche di raccolta di denaro.
Risoluzione 10 – Denuncia di peculato e speculazione nei confronti dei dirigenti delle Chiesa.
Risoluzione 11 – Dichiarazione contro le Società segrete ed i Giuramenti nascosti.
Risoluzione 12 – Dichiarazioni contro la nomina di un Re o un Legificatore sulla Chiesa.
Risoluzione 13 – Invito ad ogni uomo ad avvicinarsi a Cristo.
Risoluzione 14 – Denuncia dei falsi insegnamenti e delle responsabilità di chi li diffonde.
Risoluzione 15 – Dichiarazione di fede.
Gli editori si impegnarono a fornire nelle seguenti edizioni prove dettagliate a sostegno di quanto dichiarato.
Il giornale ebbe un forte impatto su tutta la comunità dei Santi tra i quali molti non condividevano più le politiche e gli atteggiamenti di Joseph Smith che cominciavano a chiamare Profeta decaduto.
Il Nauvoo Expositor venne accusato di sedizione, il consiglio della città (che era presieduto da Smith) lo definì sovversivo, ne dichiarò la pericolosità, ed ordinò alla Legione di Nauvoo di impedirne ogni diffusione distruggendone i locali e le macchine di stampa.
Come ebbe a commentare lo storico Richard Bushman: "Joseph Smith non si rese conto che la distruzione di un giornale equivaleva a scatenare l'ira popolare. Fu un errore fatale."

### La legge marziale a Nauvoo e la morte (1844)
La distruzione del giornale scatenò una serie incontrollata di reazioni a catena. I giornali dell'Illinois, ed in particolare Thomas C. Sharp editore del Warsaw Signal, chiesero a gran voce un intervento militare. Joseph Smith decise di imporre la legge marziale nella città di Nauvoo mobilitando circa 5.000 soldati della sua Legione. Il governatore dell'Illinois, Thomas Ford, rispose minacciando di schierare le milizie dello Stato e quelle federali ed invitò Smith ad arrendersi garantendogli la propria protezione in caso di resa pacifica. Smith non dette credito alle proposte del governatore: temendo per la propria vita nella notte del 21 giugno si diede alla fuga assieme al fratello Hyrum, attraversando il Mississippi e nascondendosi nella cittadella di Montrose.
La situazione a Nauvoo stava precipitando ed Emma Smith, prima moglie del profeta, scrisse una lettera a Joseph invitandolo a tornare ed informandolo che alcuni fratelli della chiesa lo stavano tacciando di codardia. Ricevuta la lettera Joseph decise di tornare a Nauvoo. Si consegnò spontaneamente ai funzionari dello Stato e vergò un ultimo ordine diretto al generale della legione di Nauvoo con le disposizioni di "rimettersi agli ordini del governatore Ford".
Secondo diverse testimonianze "si arrese rendendosi conto che sarebbe stata la sua fine" e dichiarò pubblicamente: "Vado come un agnello al macello, ma sono calmo come un mattino d'estate". Il 23 giugno venne arrestato e condotto alla prigione di Carthage assieme a suo fratello Hyrum. Sul suo capo pendevano le accuse di aver distrutto il giornale e di aver istigato una rivolta armata. Nelle ore seguenti le accuse vennero confermate ed aggravata dall'imputazione di alto tradimento nei confronti dello stato dell'Illinois.

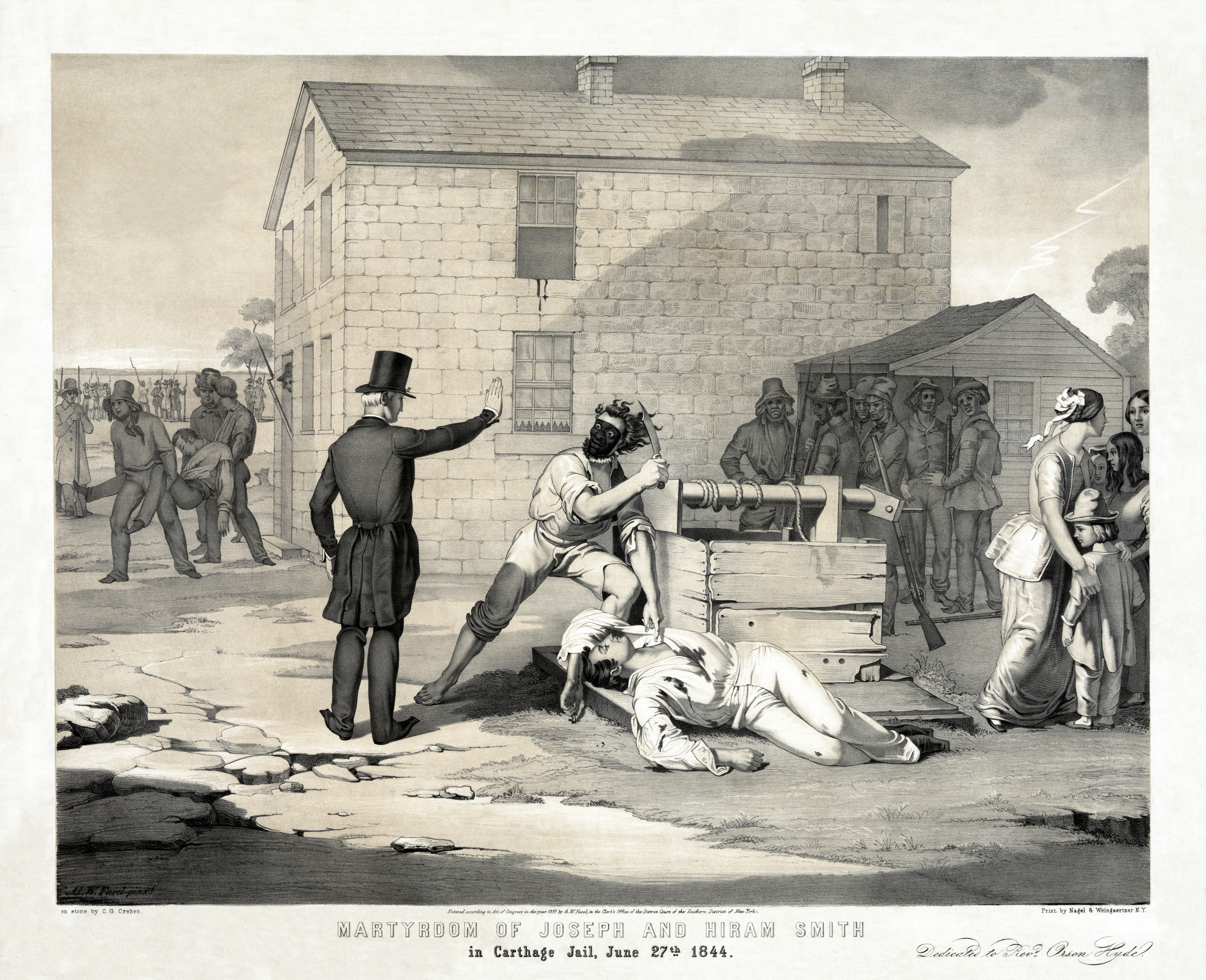
Litografia del 1851 raffigurante il martirio di Joseph e Hyrum Smith

Sia pure in stato di arresto, nella prigione di Carthage Smith godeva di alcuni privilegi e di una relativa libertà. Era alloggiato al primo piano in una stanza che era discretamente arredata la cui porta non era sbarrata e le cui finestre erano prive di grate. Poteva inoltre comunicare con l'esterno e ricevere delle visite. Durante una di queste gli venne consegnata da un suo confratello l'anziano Cyrus H. Wheelock una pistola Ethan Allen a sei colpi. La mattina del 27 giugno 1844, una folla di facinorosi armati circondò la prigione assaltandola. Nella stanza assieme a Joseph erano presenti suo fratello Hyrum e due altri fratelli della chiesa, John Taylor (che ne sarebbe divenuto il terzo presidente) e "l'apostolo" Willard Richards.

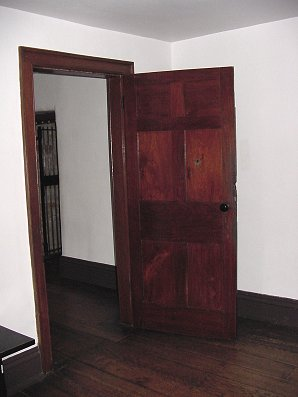
La porta della cella di Joseph Smith vista dall'interno della cella. La porta ha un foro da pallottola.

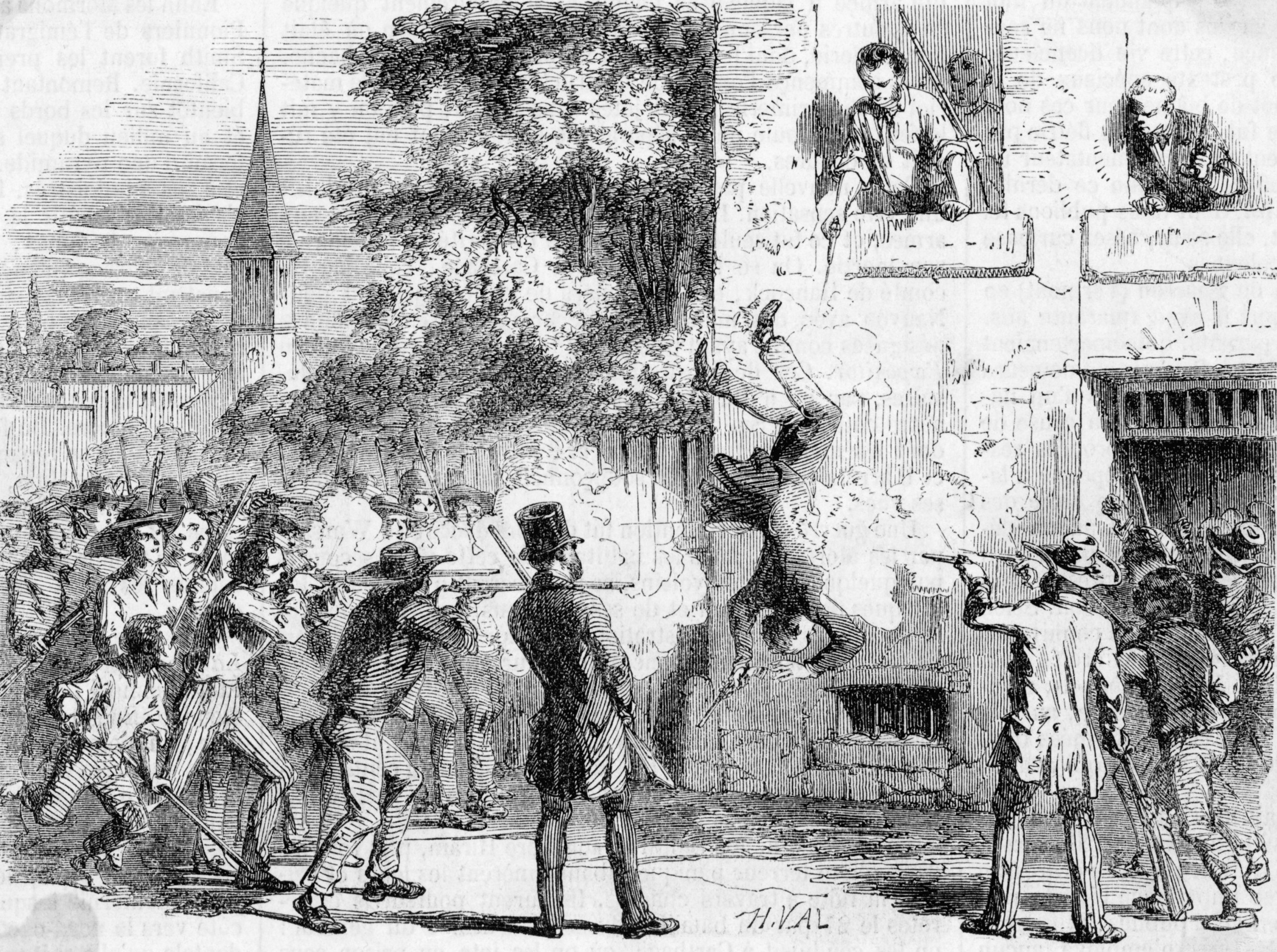
Smith colpito, cade dalla finestra della sua cella

Nulla fu fatto dalle guardie per tentare di fermare gli attaccanti. I quattro prigionieri cercarono inutilmente di barricarsi nella stanza ed Hyrum, nel tentativo di bloccare la porta, venne colpito al volto da un colpo sparato a bruciapelo che lo uccise. Joseph Smith ebbe il tempo di esplodere diversi colpi con la sua pistola colpendo almeno tre uomini, due dei quali vennero feriti a morte, poi cercò di mettersi in salvo saltando dalla finestra. Venne colpito ripetutamente e cadde dal primo piano gridando Oh Lord my God! ("O Lord my God is there any help for the widow's son?"). Morì immediatamente cadendo al suolo.
Secondo alcune testimonianze dopo la sua morte il suo corpo venne ripetutamente colpito e quasi '"decapitato".
Cinque persone facenti parte del gruppo degli assaltatori vennero portati in giudizio, ma tutti furono rilasciati senza conseguenze.
Dopo la sua morte alcuni fedeli ne composero il corpo e come era usanza all'epoca fecero preparare delle maschere funebri ottenute facendo un calco di cera del volto del defunto.
Durante le ore che seguirono gli amici più intimi trafugarono i corpi dei due fratelli, estraendoli dalle bare che dovevano contenerli, seppellendoli di nascosto in luogo sicuro, e sostituendoli con sacchi pieni di sabbia e sassi nel timore che qualcuno potesse violare le tombe e mutilarne i corpi.
Nel 1870 dopo una lunga ricerca i corpi dei due fratelli vennero riesumati e disposti in un sepolcro definitivo insieme ai resti della prima moglie di Smith, Emma Hale.

## La poligamia
È ormai universalmente accettato anche da parte mormone il fatto che Joseph Smith abbia praticato la poligamia negli ultimi anni di vita. Diverse fonti indicano che già pochi mesi dopo avere organizzato la propria chiesa nell'aprile del 1830 egli fosse giunto alla conclusione che la poligamia era una pratica antica comandata da Dio, benché successivamente in numerose occasioni pubblicamente egli avrebbe sempre affermato il contrario.

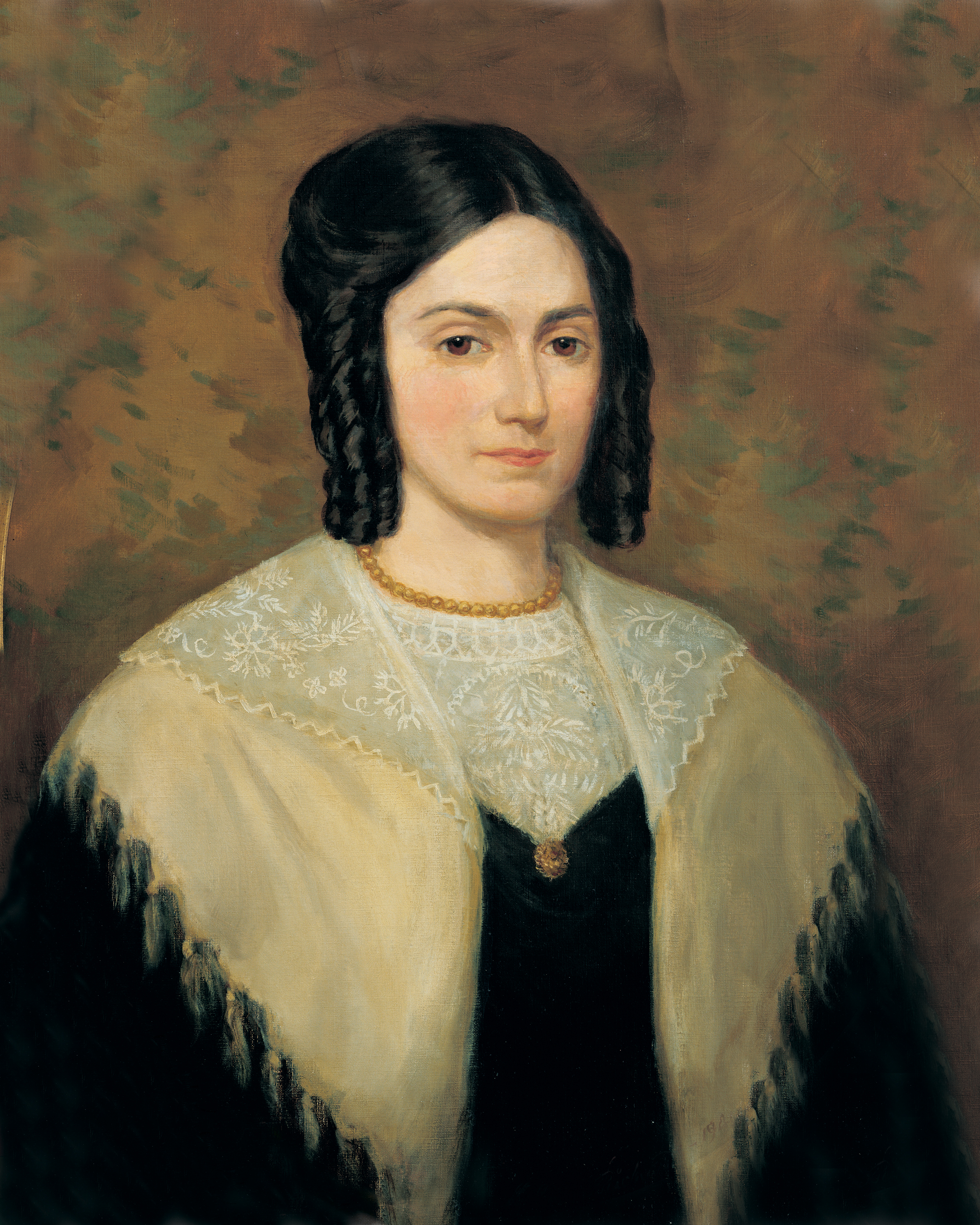
Emma Hale sposò Joseph Smith nel 1827

Nel 1840 a Nauvoo, Joseph Smith estese la pratica della poligamia ad una cerchia relativamente ristretta di membri fedeli definendola "suggellamento secondo la nuova ed eterna alleanza del matrimonio" secondo la quale "un uomo unendosi in matrimonio con più di una vergine non commette peccato". Negli anni successivi la pratica venne estesa ad altri membri scelti dal “profeta” e prima della sua morte almeno altri 29 fratelli accettarono tale pratica.
Benché nello stesso periodo, in diverse occasioni pubbliche e in numerosi suoi scritti Joseph Smith negasse risolutamente che tale pratica esistesse, e nonostante la ferma avversione della moglie Emma (che ribadì per tutta la sua vita la sua estraneità alla pratica del matrimonio plurimo), dal 1835 al 1844, anno della sua morte, Joseph contrasse almeno 34 matrimoni plurimi con altrettante donne aventi un'età compresa tra 14 e 59 anni, e due di queste erano madre e figlia. Non tutti questi matrimoni plurimi erano però effettivi: in almeno nove casi la sposa era e rimase, già sposata con altri fratelli della chiesa, e sarebbe diventata moglie di Smith solo nel mondo spirituale. Si trattava quindi di un Matrimonio per l'eternità e non per il tempo (presente). Questo fatto rende ancora più complesso stabilire il numero esatto delle mogli di Smith, che (a seconda delle stime) varia da 27 a 48. Le ricerche genetiche finora effettuate non hanno dato esiti conclusivi.

## Tabella delle presunte visioni di Joseph Smith
| 1820 | Dio Padre e Suo Figlio Gesù Cristo     | Prima Visione                                  |
| 1823 | Angelo Moroni                          | Libro di Mormon                                |
| 1829 | Giovanni Battista                      | Sacerdozio di Aaronne                          |
| 1829 | Pietro, Giacomo il Maggiore e Giovanni | Sacerdozio di Melchisedec                      |
| 1836 | Mosè                                   | Raduno d'Israele                               |
| 1836 | Elia                                   | Dispensazione di Abramo e redenzione dei morti |

### Opere generali
Le biografie più importanti finora pubblicate sono:
- (EN) Fawn M. Brodie, No Man Knows My History: The Life of Joseph Smith, 2ª ed., New York, Knopf, 1971, ISBN 0-394-46967-4. La biografia più nota.

- (EN) Richard Lyman Bushman, Joseph Smith: Rough Stone Rolling, New York, Knopf, 2005, ISBN 1-4000-4270-4. Biografia scritta da un punto di vista più vicino al Mormonismo.

Opere datate, ma per certi versi ancora utili sono:
- (EN) Alexander William Linn, The Story of the Mormons (PDF), New York, The MacMillan Company, 1902.
- (EN) J. Woodbridge Riley, The founder of Mormonism: a psychologycal study of J. Smith Jr. (PDF), New York, Dodd Mead & Company, 1902.

### Fonti autobiografiche
Conscio del proprio ruolo pubblico, Joseph Smith scrisse numerosi resoconti della propria esperienza, pubblicati per lo più sulle prime riviste del nascente movimento religioso mormone quali l'Elders' Journal o il Time and Seasons. Tenne anche dei diari, scritti con l'aiuto di segretari, verosimilmente pensati per la pubblicazione. 
Una breve antologia di questi scritti si legge nel capitolo Joseph Smith - Storia dell'opera dottrinale Perla di Gran Prezzo. Altre notizie biografiche si apprendono dall'opera dottrinale Dottrina e Alleanze.
Queste due opere sono pubblicate all'interno di:
- Joseph Jr. Smith, Libro di Mormon - Dottrina e Alleanze - Perla di Gran Prezzo (PDF), Chiesa di Gesù Cristo dei Santi degli Ultimi Giorni, 2008.

Via di mezzo tra biografia ufficiale e autobiografia è: History of the Church of Jesus Christ of Latter-day Saints, un resoconto della vita di Smith ottenuto dai suoi diari e dalle sue lettere.
Un'edizione liberamente disponibile è:
- (EN) Joseph Jr. Smith, History of the Church of Jesus Christ of Latter-day Saints (PDF), a cura di Brigham Henry Roberts, vol. 1, Salt Lake City, Deseret News, 1902.
- (EN) Joseph Jr. Smith, History of the Church of Jesus Christ of Latter-day Saints (PDF), a cura di Brigham Henry Roberts, vol. 2, Salt Lake City, Deseret News, 1904.
- (EN) Joseph Jr. Smith, History of the Church of Jesus Christ of Latter-day Saints (PDF), a cura di Brigham Henry Roberts, vol. 3, Salt Lake City, Deseret News, 1905.
- (EN) Joseph Jr. Smith, History of the Church of Jesus Christ of Latter-day Saints (PDF), a cura di Brigham Henry Roberts, vol. 4, Salt Lake City, Deseret News, 1908.
- (EN) Joseph Jr. Smith, History of the Church of Jesus Christ of Latter-day Saints (PDF), a cura di Brigham Henry Roberts, vol. 5, Salt Lake City, Deseret News, 1909.
- (EN) Joseph Jr. Smith, History of the Church of Jesus Christ of Latter-day Saints (PDF), a cura di Brigham Henry Roberts, vol. 6, Salt Lake City, Deseret News, 1912.

### Fonti biografiche primarie
- (EN) Lucy Mack Smith, Biographical Sketches of Joseph Smith the Prophet, and His Progenitors for Many Generations (PDF), Liverpool, S.W. Richards, 1853.

- (EN) Katharine Smith Salisbury, An Angel Told Him (PDF), in Kyle R. Walker (a cura di), Katharine Smith Salisbury's Recollections of Joseph's Meetings with Moroni, BYU Studies, vol. 41, n. 3, 2002,  pp. 4-17 (archiviato dall'url originale il 26 ottobre 2007).

### Fonti biografiche ufficiali
- (EN) Andrew Jenson, The Historical Record (PDF), vol. 5-9, Salt Lake City, 1886-1890. URL consultato il 1º maggio 2015.
- Matthew Brown: Joseph Smith: The Man, The Mission, The Message (2004).

### Joseph Smith e la poligamia
La bibliografia su questo argomento è comprensibilmente assai vasta. Di seguito si citeranno soltanto articoli liberamente disponibili pubblicati su riviste scientifiche, e, qualora presenti, i testi da essi derivati.
- (EN) Richard Lloyd Anderson, The Prophet Joseph Smith and His Plural Wives, in FARMS Review of Books, vol. 10, n. 2, The Neal A. Maxwell Institute for Religious Scholarship, 1998,  pp. 67-104. URL consultato il 16 luglio 2008 (archiviato dall'url originale il 22 giugno 2008).
- (EN) Todd Compton, A Trajectory of Plurality: An Overview of Joseph Smith's Thirty-three Plural Wives, in Dialogue: A Journal of Mormon Thought, vol. 29, n. 2, Summer 1996,  pp. 1-38. URL consultato il 28 luglio 2009 (archiviato dall'url originale il 13 giugno 2011). ampliato in:
- (EN) Todd Compton, In Sacred Loneliness: The Plural Wives of Joseph Smith, Salt Lake City, Signature Books, 1997, ISBN 1-56085-085-X.

- (EN) George D. Smith, Nauvoo Roots of Mormon Polygamy, 1841-46: A Preliminary Demographic Report (PDF), in Dialogue: A Journal of Mormon Thought, vol. 27, n. 1, 1994. URL consultato il 29 aprile 2015. ampliato in:

- (EN) Richard S. Van Wagoner, Sarah Pratt: The Shaping of an Apostate (PDF), in Dialogue: A Journal of Mormon Thought, vol. 19, n. 2, 1986,  pp. 69-99.

- (EN) Ugo A. Perego, Natalie M. Myers e Scott R. Woodward, Reconstructing the Y-Chromosome of Joseph Smith, Jr.: Genealogical Applications (PDF), in Journal of Mormon History, vol. 32, n. 2, 2005.

- Hazel Noble Boyack, A Nobleman in Israel: A Biographical Sketch of Joseph Bates Noble, Pioneer to Utah in 1847 (PDF), Pioneer Printing Company, 1962,  pp. 21, 29. URL consultato il 24 settembre 2012 (archiviato dall'url originale il 21 ottobre 2015).
- Jon Krakauer, Under the Banner of Heaven: A Story of Violent Faith, New York, Doubleday, 2003,  p. 90.
- H. Michael Marquardt, The Rise of Mormonism: 1816–1844, Grand Rapids, MI, Xulon Press, 2005,  p. 632, ISBN 1-59781-470-9.
- Linda King Newell e Valeen Tippetts Avery, Mormon Enigma: Emma Hale Smith, 2d, University of Illinois Press, 1994,  pp. 89, 132, ISBN 0-252-06291-4.
- Andrew F. Smith, The Saintly Scoundrel: The Life and Times of Dr. John Cook Bennett, Urbana and Chicago, University of Illinois Press, 1997,  p. 141, ISBN 978-0-252-02282-1.
- David Whitmer, An Address to All Believers in Christ, Richmond, Missouri, 1887. URL consultato il 30 dicembre 2006.
- James B. Allen, The Significance of Joseph Smith's "First Vision" in Mormon Thought (PDF), in Dialogue: A Journal of Mormon Thought, vol. 1, n. 3, Autumn 1966,  pp. 29-46.
- Ezra Booth, Mormonism—Nos. VIII–IX (Letters to the editor), in The Ohio Star, vol. 2, n. 49, 8 dicembre 1831,  p. 1.
- Oliver Cowdery, Letter VI to W.W. Phelps, Esq., in Latter Day Saints' Messenger and Advocate, vol. 1, n. 7, 1835,  pp. 108-112.
- Dale Morgan, Dale Morgan on Early Mormonism: Correspondence and a New History, a cura di John Phillip Walker, Salt Lake City, Utah, Signature Books, 1986 (archiviato dall'url originale il 24 giugno 2010).
- P. P. Pratt e Thomas Ward, History of Joseph Smith; Editorial Remarks, in Latter Day Saints' Millennial Star, vol. 3, n. 4, agosto 1842,  pp. 53–54; 70–72 (archiviato dall'url originale il 27 settembre 2011).

### Letteratura antimormone
- (EN) Eber D. Howe, Mormonism unvailed (PDF), Painesville, stampato in proprio, 1834.